# Abbottina obtusirostris
Espèce
Synonymes
- Pseudogobio obtusirostris Wu & Wang, 1931

Abbottina obtusirostris est une espèce de poisson du genre Abbottina, appartenant à la famille des Cyprinidés.

## Description
Les mâles de cette espèce peuvent mesurer jusqu'à 7,8 cm.

## Répartition
Abbottina obtusirostris vit exclusivement dans le cours supérieur du Yangtsé, en Chine.

## Publication originale
- (en) Wu & Wang, 1931 : On a collection of fishes from the upper Yangtze Valley. Contributions from the Biological Laboratory of the Science Society of China (Zoological Series), vol. 7, n. 6, p. 221-237[4].